# Kim Jong-kun (calciatore)
Kim Jong-kun (김종건?, 金鍾建?; 10 maggio 1969) è un ex calciatore sudcoreano, di ruolo attaccante.